# 알꽃벼룩상과
알꽃벼룩상과(Scirtoidea)는 방아벌레하목에 속하는 딱정벌레목의 상과이다. 현존하는 4개 과를 포함하고 있다.

## 하위 분류
- Clambidae
- Decliniidae
- 물방울벌레과 (Eucinetidae)
- 알꽃벼룩과 (Scirtidae 또는 Helodidae)
- † Elodophthalmidae
- † Mesocinetidae

## 한국의 알꽃벼룩상과 종
- 검정길쭉알꽃벼룩 (Cyphon sanno) Nakane
- 알꽃벼룩 (Scirtes japonicus) Kiesenwetter